# Gervasius a Protasius
Gervasius a Protasius (zastarale Gervác a Protác byli bratři-dvojčata, synové zámožných římských občanů sv. Vitalise Milánského a jeho manželky Valerie, kteří podstoupili mučednickou smrt. Oba bratři žili zbožně, zděděný majetek rozdali mezi chudé, vykupovali otroky a žili v modlitbách a půstu. V pravoslavném kalendáři jsou uvedeni na den 14. října s dalšími světci jejich života: mučedníci Nazarius, Gervasius, Protasius a Celsius v Miláně.

## Život
Deset let se bratři věnovali zbožnému životu a svým příkladem obraceli na křesťanskou víru pohany, proto je pohanští kněží nenáviděli a udali je římskému vojevůdci Astasiovi (též Anastasius) jako křesťany, kteří svou vírou urazili římské pohanské bohy. Bratři byli vězněni a poté předvedeni před Astasia, přičemž Gervasius odmítl se obětovat bohům, proto byl k smrti utlučen holemi. Poté přišla řada na Protasia, ale ten rovněž obhájil svoji víru, byl proto bit holemi a když vyslovil soucit s ubohostí Astasia, tak byl na jeho rozkaz sťat mečem. Jejich těla odnesl křesťan Filip a s úctou je pohřbil ve svém domě.

## Uctívání
Biskup svatý Ambrož nechal v roce 386 postavit v Miláně velkolepou baziliku, přičemž ho lidé požádali, aby ji vysvětil stejně slavnostně jako v Římě. Ambrož slíbil, že tak učiní, pokud se mu podaří získat potřebné relikvie. Ve snu mu bylo ukázáno místo, kde by relikvie mohl najít. Nařídil proto provést vykopávky na hřbitově kostela svatých Nabora a Felixe za městem, kde našel ostatky svatých Gervasia a Protasia, které nechal přenést do kostela sv. Fausta a následujícího dne do baziliky, která později dostala jméno bazilika svatého Ambrože (Basilica di Sant'Ambrogio).

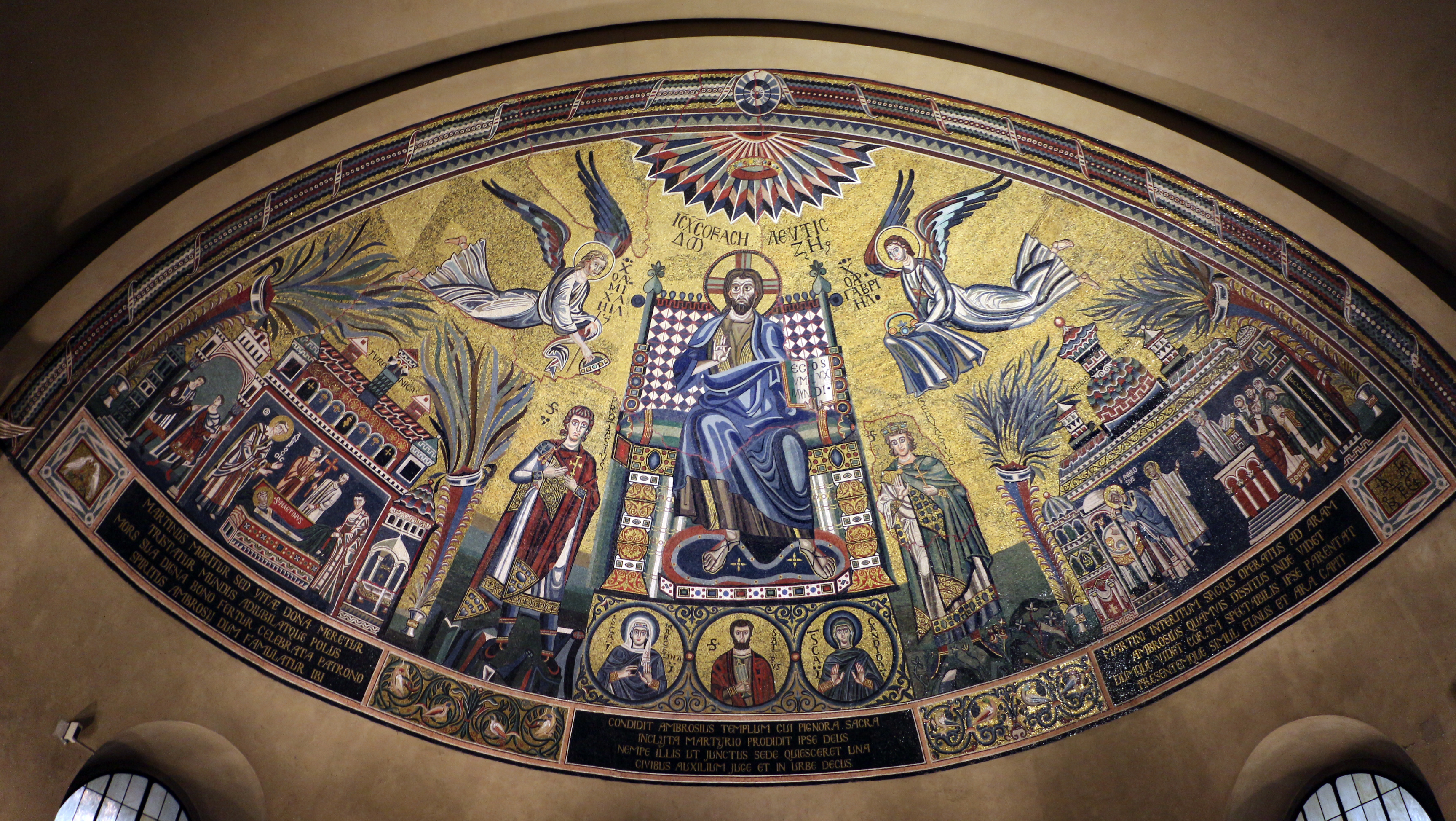
Vykupitel mezi svatými Gervasiem a Protasiem, 4.-8. století, s restauracemi z 18. století

Vypráví se o mnoha zázracích, které se staly uctíváním relikvií svatých mučedníků, a všichni se velmi radovali z přízně nebes, která jim byla udělena v době velkého boje mezi svatým Ambrožem a ariánskou císařovnou Justinou. O tomto vidění, následném objevení relikvií a doprovodných zázracích napsal svatý Ambrož své sestře Marcelině. Svatý Augustin, který ještě nebyl pokřtěn, byl svědkem těchto skutečností a vypráví o nich ve svém díle Vyznání. Zázraky dosvědčuje také svatý Paulín z Noly ve svém díle Život svatého Ambrože. V roce 835 Angilbert II. jako nástupce na milánském stolci uložil ostatky těchto tří světců: Gervasia, Protasia a Ambrože do porfyrového sarkofágu a zde byly znovu nalezeny v lednu roku 1864.
Ihned po nalezení relikvií svatým Ambrožem se v Itálii rozšířil kult svatých Gervasia a Protasia a na jejich počest byly postaveny kostely v Pavii, Nole atd. V Galii se nachází kostely jim zasvěcené již kolem roku 400 v Le Mans, Rouenu a Soissons. V Louvru visí slavný obraz od Eustacha Le Sueur – Svatý Gervasius a svatý Protasius předvedeni před Anastasia, který se dříve nacházel v jejich kostele v Paříži. Podle Liber Pontificalis jim papež Inocenc I. (402-417) zasvětil kostel v Římě. Sochy obou svatých se nachází na kolonádě, na římském Svatopetrském náměstí rovněž se sochou svatého mučedníka Celsia. Svatý Celsius byl vychován svatým Nazariem, oba navštěvovali svaté mučedníky Gervasia a Protasia, když ještě byli ve vězení, a sami byli spolu s nimi sťati mečem pro víru.

## Galerie

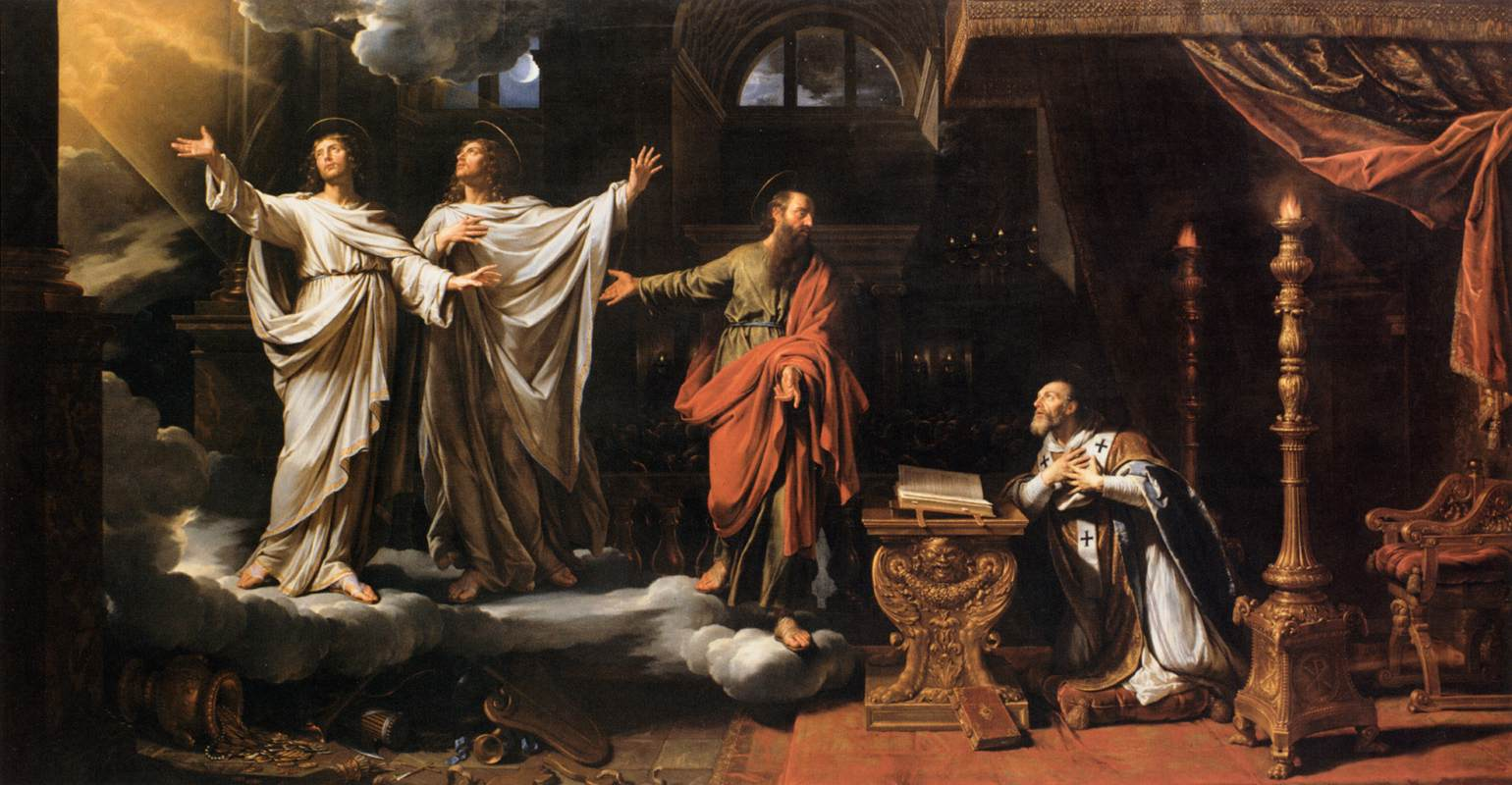
Svatí Gervasius a Protasius se zjevili svatému Ambroži – Philippe de Champaigne
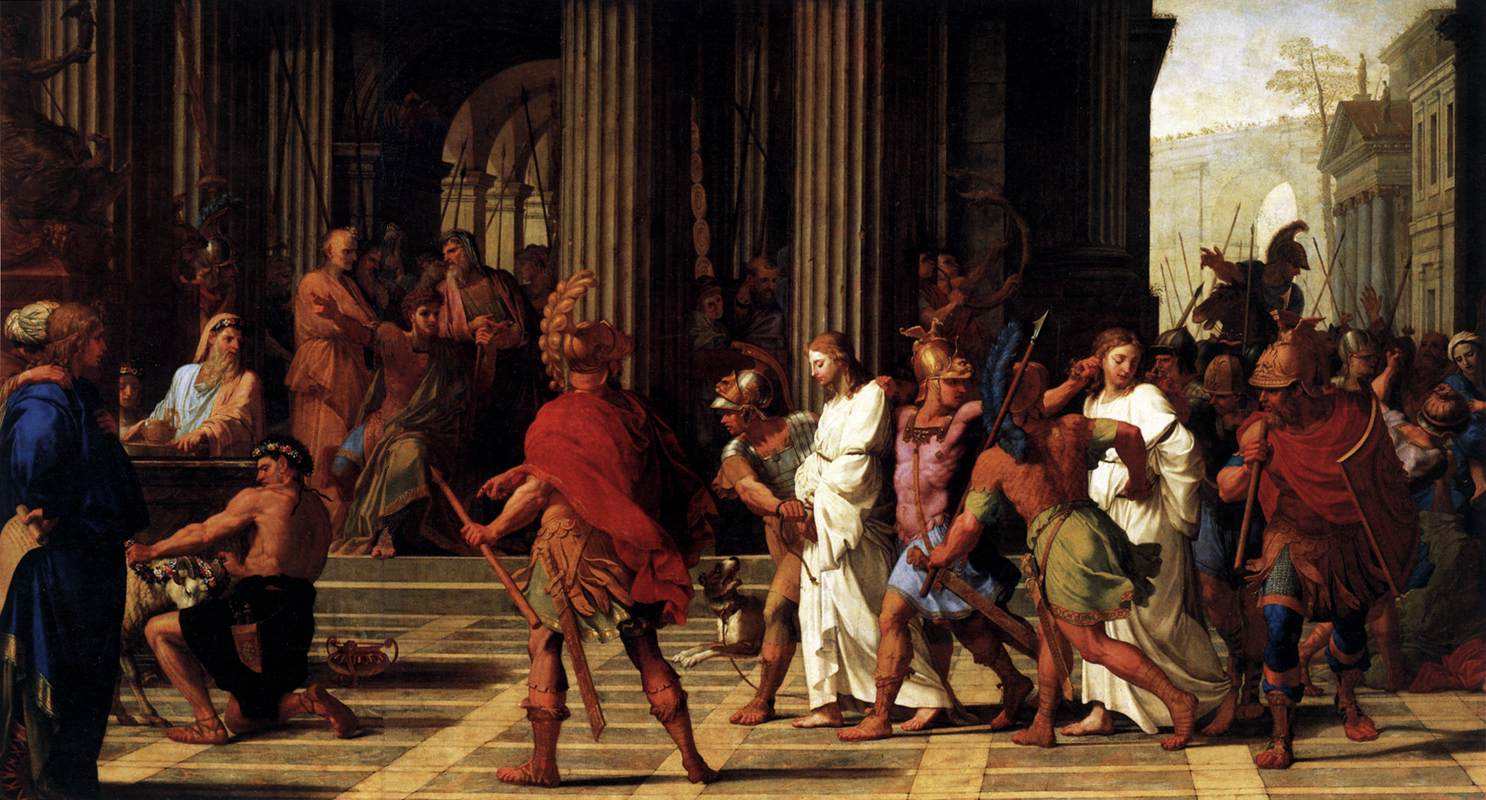
Svatí Gervasius a Protasius předvedeni před Anastasia – Eustache Le Sueur
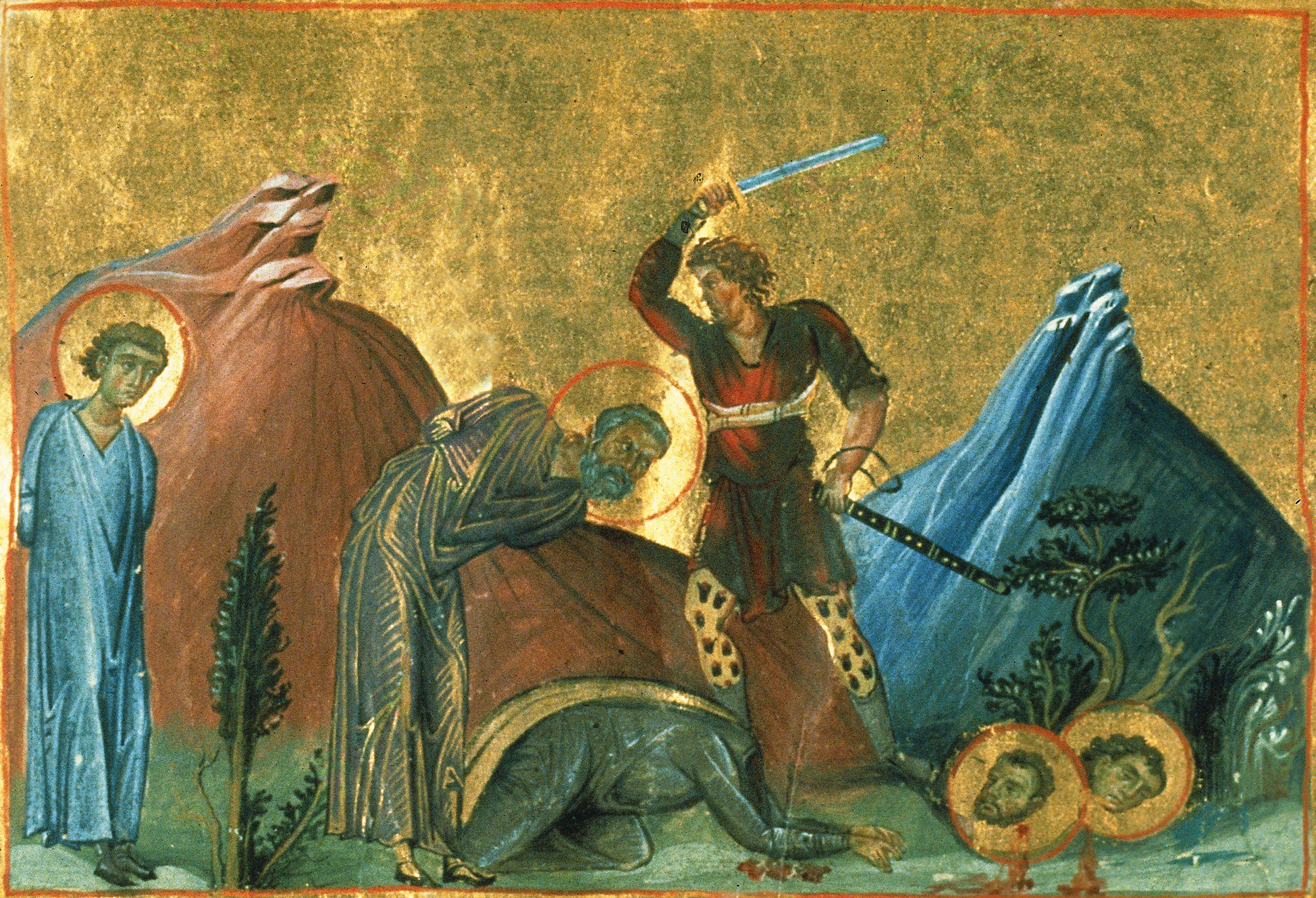
Nazarius, Gervasius, Protasius a Celsius v Mediolanu (Miláně) – Menologion Basila II.
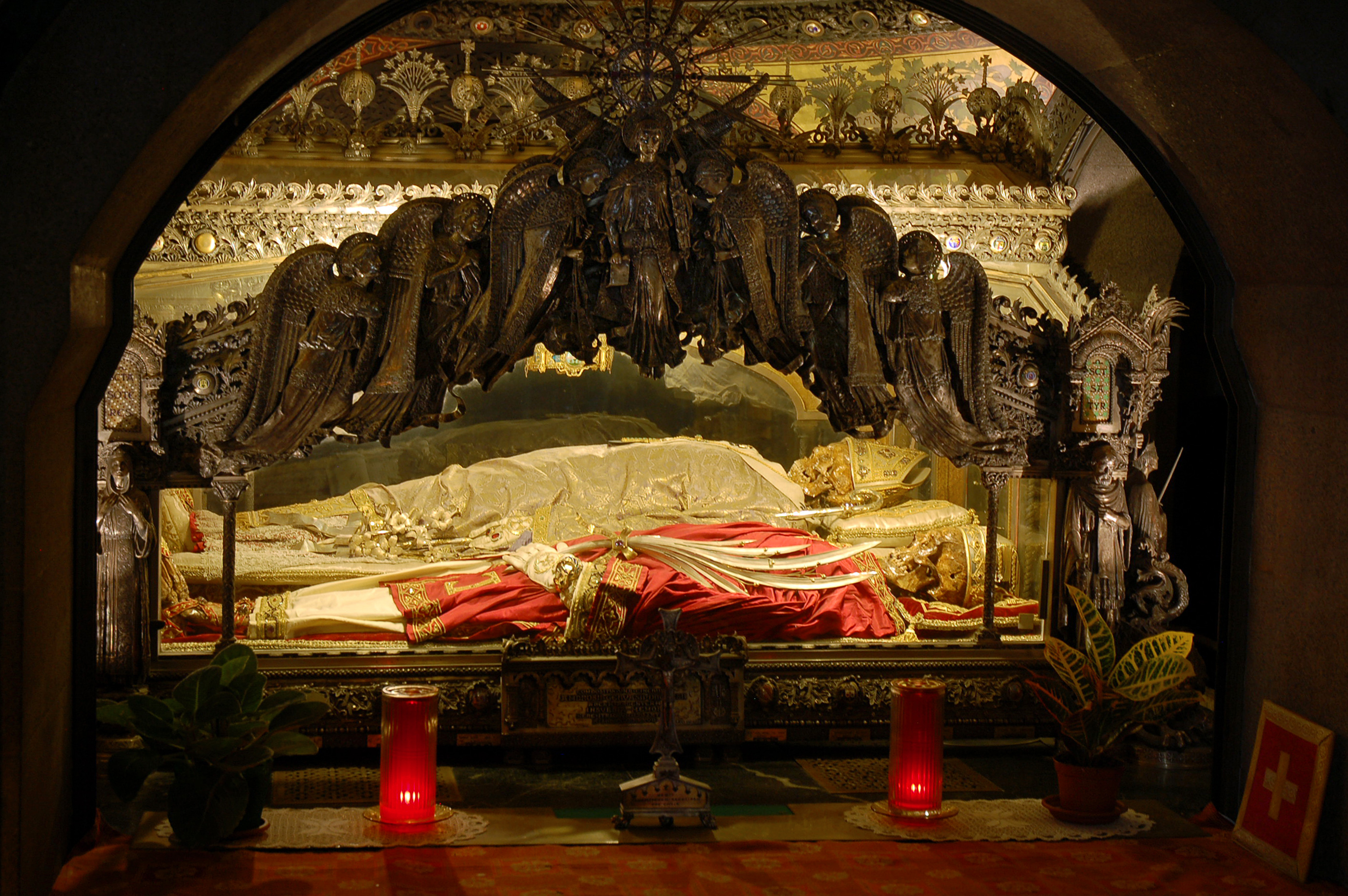
Krypta biskupa Ambrože a dvou mučedníků, svatých Gervase a Protase. Bazilika Sant'Ambrogio, Milán.

## Další dvojčata – mučedníci
- Kosma a Damián
- Florus a Laurus
- Boris a Gleb